# Be Yourself Tonight
Be Yourself Tonight – album brytyjskiego zespołu Eurythmics, wydany w 1985 roku.

## Ogólne informacje
Płyta Be Yourself Tonight była zerwaniem z dotychczasowym brzmieniem Eurythmics i zwrotem ku muzyce pop-rockowej. Znalazły się na niej także elementy R&B.
Album zdobył pozytywne recenzje ze strony krytyków i stał się także komercyjnym sukcesem. W większości krajów dotarł do pierwszej dziesiątki listy najlepiej sprzedających się płyt.
14 listopada 2005 wytwórnia Sony BMG wydała ekskluzywne reedycje ośmiu studyjnych albumów Eurythmics wzbogacone o dodatkowe utwory, w tym także Be Yourself Tonight z nagraniami ze stron B singli, remiksami oraz niepublikowanym wcześniej utworem.

## Lista utworów
1. „Would I Lie to You?” – 4:25
2. „There Must Be an Angel (Playing with My Heart)” – 5:22
3. „I Love You Like a Ball and Chain” – 4:04
4. „Sisters Are Doin’ It for Themselves” – 5:54
5. „Conditioned Soul” – 4:30
6. „Adrian” – 4:29
7. „It’s Alright (Baby’s Coming Back)” – 3:45
8. „Here Comes That Sinking Feeling” – 5:40
9. „Better to Have Lost in Love (Than Never to Have Loved at All)” – 5:06

Dodatkowy materiał (reedycja z 2005 roku)
1. „Grown Up Girls” – 4:13
2. „Tous Les Garçons et Les Filles” – 3:25
3. „Sisters Are Doin’ It for Themselves” (ET Mix) – 7:48
4. „Would I Lie to You?” (ET Mix) – 4:55
5. „Conditioned Soul” (Live) – 5:08
6. „Hello I Love You” – 2:51

## Twórcy
Eurythmics
- Annie Lennox – śpiew, keyboard, sekwencer, perkusja
- Dave Stewart – gitara, keyboard, sekwencer

Muzycy towarzyszący
- Mike Campbell – gitara
- Elvis Costello – wokal wspierający
- Angel Cross – wokal wspierający
- Martin Dobson – saksofon
- Nathan East – gitara basowa
- Aretha Franklin – śpiew
- Dean Garcia – gitara basowa
- Michael Kamen – czelesta
- Stan Lynch – perkusja
- Dave Plews – trąbka
- Olle Romo – perkusja
- Benmont Tench – keyboard
- Adam Williams – syntezator
- Charles Williams – wokal wspierający
- Stevie Wonder – harmonijka ustna

## Single
- 1985: „Would I Lie to You?”
- 1985: „There Must Be an Angel (Playing with My Heart)”
- 1985: „Sisters Are Doin’ It for Themselves”
- 1986: „It’s Alright (Baby’s Coming Back)”

## Pozycje na listach
| Kraj              | Pozycja |
| ----------------- | ------- |
| Wielka Brytania   | 3       |
| Stany Zjednoczone | 9       |
| Niemcy            | 8       |
| Szwajcaria        | 9       |
| Austria           | 25      |
| Francja           | 20      |
| Włochy            | 18      |
| Szwecja           | 2       |
| Norwegia          | 2       |
| Australia         | 1       |
| Nowa Zelandia     | 2       |

## Certyfikaty i sprzedaż
| Kraj                          | Certyfikat         | Sprzedaż   |
| ----------------------------- | ------------------ | ---------- |
| Australia (ARIA)              | platynowa płyta    | 150 000+   |
| Finlandia (Musiikkituottajat) | złota płyta        | 27 000+    |
| Francja (SNEP)                | złota płyta        | 100 000+   |
| Kanada (MC)                   | 2x platynowa płyta | 200 000+   |
| Niemcy (BVMI)                 | złota płyta        | 250 000+   |
| Nowa Zelandia (RMNZ)          | platynowa płyta    | 15 000+    |
| Stany Zjednoczone (RIAA)      | platynowa płyta    | 1 000 000+ |
| Szwecja (GLF)                 | 2x platynowa płyta | 200 000+   |
| Wielka Brytania (BPI)         | 2x platynowa płyta | 600 000+   |